# Campeonato Mundial de Tenis de Mesa de 2011

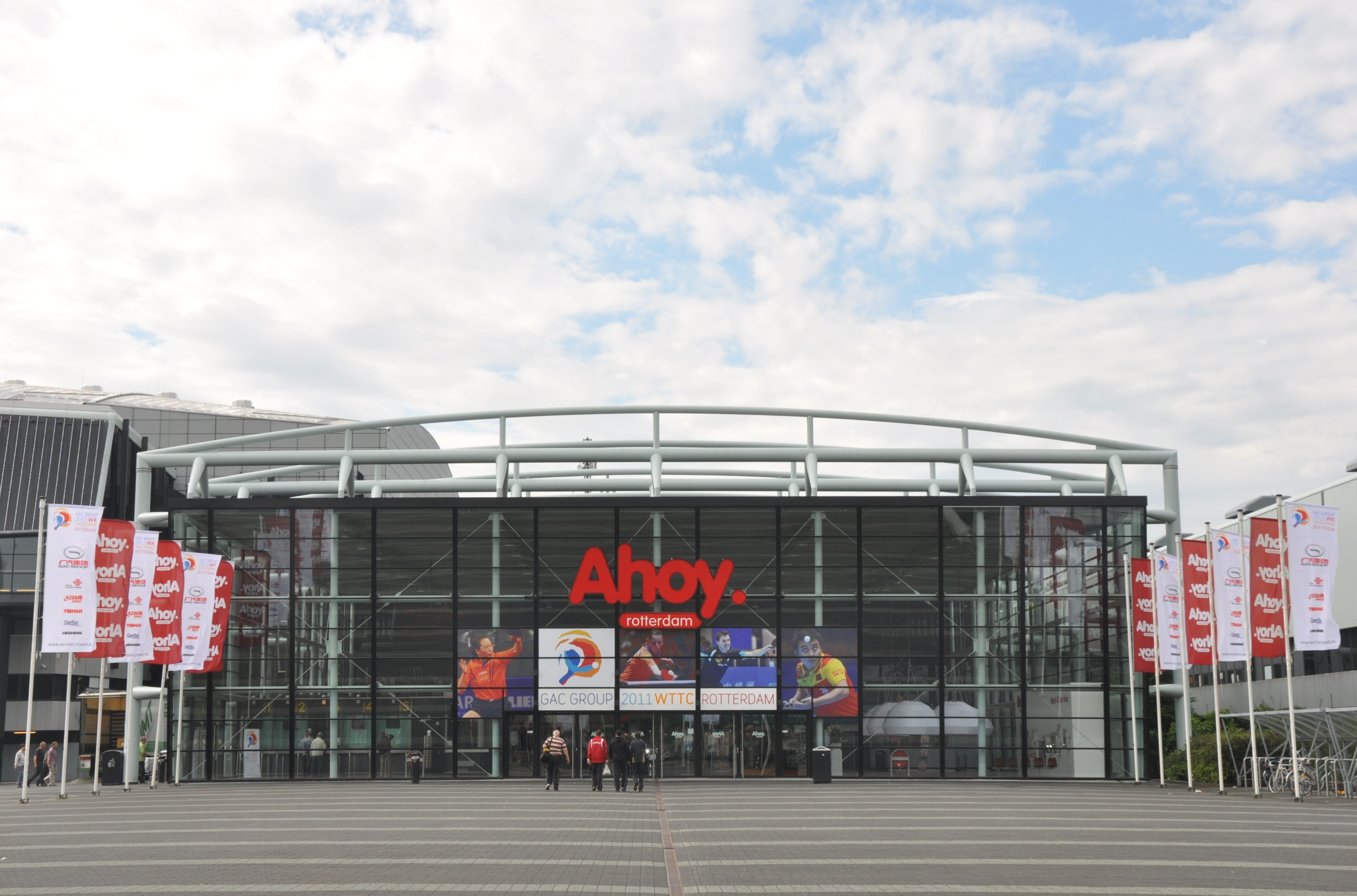
Ahoy Rotterdam

El Campeonato del Mundo de Tenis de Mesa de 2011 se celebró en el Ahoy Rotterdam, Países Bajos, del 8 de mayo hasta el 15 de mayo de 2011. El torneo es organizado por la Federación Internacional de Tenis de Mesa (ITTF) y Tenis de Mesa de los Países Bajos (NTTB). El Grupo de Automóviles de Guangzhou (GAC GROUP) es el patrocinador oficial del Campeonato.

## Eventos y calendario
|  | Rondas  |
|  | Finales |

| Fecha                | Mayo 8 | 9  | 10     | 11     | 12     | 13     | 14    | 15    |
| -------------------- | ------ | -- | ------ | ------ | ------ | ------ | ----- | ----- |
| Individual masculino |        |    | 1R     | 2R, 3R | 3R, 4R | 4R     | CF    | SF, F |
| Individual femenino  |        |    | 1R     | 2R, 3R | 4R     | CF, SF | F     |       |
| Dobles masculino     |        |    | 1R, 2R | 3R     | CF     |        | SF, F |       |
| Dobles femenino      |        |    | 1R, 2R |        | 3R     | CF     | SF    | F     |
| Dobles mixto         |        | 1R | 2R, 3R | 4R     | CF, SF | F      |       |       |

## Medallero
| 1     | China         | 5 | 5 | 4  | 14 |
| 2     | Hong Kong     | 0 | 0 | 2  | 2  |
| 2     | Corea del Sur | 0 | 0 | 2  | 2  |
| 3     | Alemania      | 0 | 0 | 1  | 1  |
| 3     | Japón         | 0 | 0 | 1  | 1  |
| Total | Total         | 5 | 5 | 10 | 20 |

## Resultados

### Categoría masculina
| Evento               | Oro        | Plata    | Bronce            |
| -------------------- | ---------- | -------- | ----------------- |
| Individual masculino | Zhang Jike | Wang Hao | Timo Boll Ma Long |

| Evento           | Oro            | Plata          | Bronce                                          |
| ---------------- | -------------- | -------------- | ----------------------------------------------- |
| Dobles masculino | Ma Long Xu Xin | Chen Qi Ma Lin | Jung Young-Sik Kim Min-Seok Wang Hao Zhang Jike |

### Categoría femenina
| Evento              | Oro       | Plata      | Bronce             |
| ------------------- | --------- | ---------- | ------------------ |
| Individual femenino | Ding Ning | Li Xiaoxia | Guo Yue Liu Shiwen |

| Evento          | Oro                | Plata             | Bronce                                            |
| --------------- | ------------------ | ----------------- | ------------------------------------------------- |
| Dobles femenino | Guo Yue Li Xiaoxia | Ding Ning Guo Yan | Jiang Huajun Tie Ya Na Kim Kyung-Ah Park Mi-Young |

### Categoría por equipo
| Evento       | Oro                 | Plata           | Bronce                  |
| ------------ | ------------------- | --------------- | ----------------------- |
| Dobles mixto | Zhang Chao Cao Zhen | Hao Shuai Mu Zi | Cheung Yuk Jiang Huajun |